# Mường Vi
Mường Vi là một xã thuộc huyện Bát Xát, tỉnh Lào Cai, Việt Nam.
Xã Mường Vi có diện tích 28,11 km², dân số năm 1999 là 1.952 người, mật độ dân số đạt 69 người/km².
Mường Vi đã chính thức hoàn thành mục tiêu và được công nhận là xã nông thôn mới vào năm 2018. Địa phương này đang nỗ lực hướng tới mục tiêu xây dựng và phát triển các thôn mẫu mực, với hy vọng sẽ sớm đạt được danh hiệu xã nông thôn mới nâng cao. Trong quá trình triển khai chương trình mục tiêu quốc gia về xây dựng nông thôn mới, xã Mường Vi đã chủ động trong việc tuyên truyền và kêu gọi sự tham gia đồng lòng từ hệ thống chính trị, nhằm thúc đẩy và hoàn thiện các tiêu chí cần thiết. Điểm nổi bật trong những thành tựu đạt được là việc không còn tồn tại nhà tạm, nhà dột nát trên địa bàn, với tỷ lệ gia đình sở hữu nhà ở đạt tiêu chuẩn 3 cứng lên tới 88,5%. Chỉ trong quý đầu tiên của năm 2022, đã có thêm 9 ngôi nhà được xây mới; tỷ lệ hộ nghèo giảm 3,2% so với năm trước và tỷ lệ lao động có công ăn việc làm ổn định đạt trên 96%.